# Suyo (distrito)
Suyo é um distrito do Peru, departamento de Piura, localizada na província de Ayabaca.

## Transporte
O distrito de Suyo é servido pela seguinte rodovia:
- PE-1NT, que liga a cidade ao distrito de Ayabaca
- PE-1NL, que liga a cidade ao distrito de Sullana
- PE-1NM, que circula partes do território do distrito  [1][2][3]